# OFC Champions League
OFC Champions League är en internationell klubblagsturnering i fotboll för lag från Oceanien. Turneringen arrangeras av Oceaniens fotbollsförbund (OFC).
Vinnaren får delta i VM för klubblag.

## Historia
Turneringen tog sin nuvarande form 2007 då den ersatte Oceania Club Championship som den hette tidigare.
Australien lämnade 2006 OFC och gick över till det asiatiska fotbollsförbundet och lag från Australien deltar därmed inte längre i turneringen.

## Finaler
Vinnarens resultat står först.
| Säsong    | Lag                                       | Vinnare                                   | Finalist                                  | Resultat                                  | Resultat                                  | Resultat                                  |
| Säsong    | Lag                                       | Vinnare                                   | Finalist                                  | Match 1                                   | Match 2                                   | Totalt                                    |
| 1987–2010 | 1987–2010                                 | 1987–2010                                 | 1987–2010                                 | 1987–2010                                 | 1987–2010                                 | 1987–2010                                 |
| --------- | ----------------------------------------- | ----------------------------------------- | ----------------------------------------- | ----------------------------------------- | ----------------------------------------- | ----------------------------------------- |
| 1987      | 9                                         | Adelaide City                             | University-Mount Wellington               | 1–1 (e.f.) (4–1 str.)                     | 1–1 (e.f.) (4–1 str.)                     | 1–1 (e.f.) (4–1 str.)                     |
| 1999      | 9                                         | South Melbourne                           | Nadi                                      | 5–1                                       | 5–1                                       | 5–1                                       |
| 2001      | 11                                        | Wollongong Wolves                         | Tafea                                     | 1–0                                       | 1–0                                       | 1–0                                       |
| 2005      | 11                                        | Sydney                                    | Magenta                                   | 2–0                                       | 2–0                                       | 2–0                                       |
| 2006      | 11                                        | Auckland City                             | Pirae                                     | 2–0                                       | 2–0                                       | 2–0                                       |
| 2007      | 6                                         | 4R Electrical Ba                          | Waitakere United                          | 2–1                                       | 0–1                                       | 000 2–2 (BM)                              |
| 2007/2008 | 6                                         | Waitakere United                          | Kossa                                     | 1–3                                       | 5–0                                       | 6–3                                       |
| 2008/2009 | 6                                         | Auckland City                             | Koloale                                   | 7–2                                       | 2–2                                       | 9–4                                       |
| 2009/2010 | 8                                         | Hekari United                             | Waitakere United                          | 3–0                                       | 1–2                                       | 4–2                                       |
| 2010–2019 |                                           |                                           |                                           |                                           |                                           |                                           |
| 2010/2011 | 8                                         | Auckland City                             | Amicale                                   | 2–1                                       | 4–0                                       | 6–1                                       |
| 2011/2012 | 8                                         | Auckland City                             | Tefana                                    | 2–1                                       | 1–0                                       | 3–1                                       |
| 2012/2013 | 8                                         | Auckland City                             | Waitakere United                          | 2–1                                       | 2–1                                       | 2–1                                       |
| 2013/2014 | 12                                        | Auckland City                             | Amicale                                   | 1–1                                       | 2–1                                       | 3–2                                       |
| 2014/2015 | 12                                        | Auckland City                             | Waitakere United                          | 1–1 (e.f.) (4–3 str.)                     | 1–1 (e.f.) (4–3 str.)                     | 1–1 (e.f.) (4–3 str.)                     |
| 2016      | 12                                        | Auckland City                             | Team Wellington                           | 3–0                                       | 3–0                                       | 3–0                                       |
| 2017      | 16                                        | Auckland City                             | Team Wellington                           | 3–0                                       | 2–0                                       | 5–0                                       |
| 2018      | 16                                        | Team Wellington                           | Lautoka                                   | 6–0                                       | 4–3                                       | 10–30                                     |
| 2019      | 16                                        | Hienghène Sport                           | Magneta                                   | 1–0                                       | 1–0                                       | 1–0                                       |
| 2020–2029 |                                           |                                           |                                           |                                           |                                           |                                           |
| 2020      | Inställt på grund av coronavirusutbrottet | Inställt på grund av coronavirusutbrottet | Inställt på grund av coronavirusutbrottet | Inställt på grund av coronavirusutbrottet | Inställt på grund av coronavirusutbrottet | Inställt på grund av coronavirusutbrottet |
| 2021      | Inställt på grund av coronavirusutbrottet | Inställt på grund av coronavirusutbrottet | Inställt på grund av coronavirusutbrottet | Inställt på grund av coronavirusutbrottet | Inställt på grund av coronavirusutbrottet | Inställt på grund av coronavirusutbrottet |
| 2022      | 8                                         | Auckland City                             | Vénus                                     | 3–0                                       | 3–0                                       | 3–0                                       |
| 2023      | 8                                         | Auckland City                             | Suva                                      | 4–2 (e.f.)                                | 4–2 (e.f.)                                | 4–2 (e.f.)                                |
| 2024      |                                           | Auckland City                             | Pirae                                     | 4–0                                       | 4–0                                       | 4–0                                       |
| 2025      |                                           | ?                                         | ?                                         |                                           |                                           |                                           |